# Claire Foy
Claire Elizabeth Foy (n. 16 aprilie 1984, Stockport, Anglia, Regatul Unit) este o actriță britanică. În 2017 a obținut Globul de Aur pentru cea mai bună actriță de televiziune într-un serial dramatic pentru rolul Elisabeta a II-a în The Crown.

## Biografie
Foy s-a născut la Stockport. Ea a spus că mama ei provine dintr-o "familie mare irlandeză". A crescut în Manchester și Leeds, și a fost cel mai mic dintre cei trei copii. Familia ei s-a mutat mai târziu la Longwick, Buckinghamshire din cauza muncii tatălui ei ca agent de vânzări pentru Rank Xerox. Părinții au divorțat când Claire avea opt ani.
A urmat liceul din Aylesbury, o școală de fete, de la vârsta de 12 ani. Apoi, Universitatea Liverpool John Moores, unde a studiat drama și studii de ecran. A urmat și un curs de un an de zile la Oxford School of Drama. A absolvit în 2007 și s-a mutat la Peckham, unde a împărțit o casă cu "cinci prietene de la scoala de teatru".

### Cariera
În timp ce era la Oxford School of Drama, Foy a apărut în piesele Top Girls, Watership Down, Easy Virtue și Touched. După debutul în televiziune, și-a făcut debutul profesional pe scenă în DNA și The Miracle, două piese dintr-o trilogie regizate de Paul Miller la Royal National Theatre din Londra.
A jucat rolul principal Amy Dorrit în mini-seria BBC Little Dorrit și a fost nominalizată pentru un premiu RTS. A continuat să apară în filme pentru televiziune: Terry Pratchett's Going Postal, Season of the Witch (alături de Nicolas Cage). A jucat în filmul BBC Upstairs Downstairs ca Lady Persephone și în mini-seria Channel 4 The Promise, difuzată în februarie 2011.
A jucat rolul principal Helen în filmul TV The Night Watch, care s-a bazat pe un roman de Sarah Waters.  Ea a revenit pe scenă în februarie 2013, ca Lady Macbeth, alături de James McAvoy în rolul titular, în Macbeth la Trafalgar Studios.
În 2016, ea a început portretizarea tinerei regine Elisabeta a II-a în serialul biografic The Crown a lui Peter Morgan, alături de Matt Smith în rolul soțului ei, Prințul Filip, Duce de Edinburgh, și de John Lithgow ca Sir Winston Churchill. Performanța ei a atras aprecieri pe o scară largă și a câștigat Globul de Auri și Screen Actors Guild Award. De asemenea, a fost nominalizată la Premiul BAFTA pentru cea mai bună actriță de televiziune și Emmy Award. Și-a reluat rolul pentru cel de-al doilea sezon, înainte de a trece rolul actriței Olivia Colman, care o va portretiza pe regină la vârsta mijlocie. Foy a jucat în rolul Diana Cavendish în drama biografică Breathe (2017) alături de  Andrew Garfield ca Robin Cavendish.

## Viața personală
Foy a fost căsătorită cu actorul Stephen Campbell Moore. Împreună au o fiică, Ivy Rose, născută în martie 2015. Cuplul a anunțat separarea lor în februarie 2018, spunând că ei "sunt [separați] de o vreme".

## Filmografie

### Film
| An   | Titlu                        | Rol              | Note           |
| ---- | ---------------------------- | ---------------- | -------------- |
| 2011 | Season of the Witch          | Anna             |                |
| 2011 | Wreckers                     | Dawn             |                |
| 2014 | Vampire Academy              | Sonya Karp       |                |
| 2014 | Rosewater                    | Paola Gourley    |                |
| 2015 | The Lady in the Van          | Lois             |                |
| 2017 | Breathe                      | Diana Cavendish  |                |
| 2018 | Unsane                       | Sawyer Valentini |                |
| 2018 | First Man                    | Janet Shearon    | Post-producție |
| 2018 | The Girl in the Spider's Web | Lisbeth Salander | Se filmează    |

### Televiziune
| An        | Titlu                                                 | Rol                   | Note                             |
| --------- | ----------------------------------------------------- | --------------------- | -------------------------------- |
| 2008      | Being Human                                           | Julia Beckett         | Episode: "Pilot"                 |
| 2008      | Doctors                                               | Chloe Webster         | Episod: "The Party's Over"       |
| 2008      | Little Dorrit                                         | Amy Dorrit            | Miniserie; 14 episoade           |
| 2009      | 10 Minute Tales                                       | Woman                 | Episod: "Through the Window"     |
| 2010      | Terry Pratchett's Going Postal                        | Adora Belle Dearheart | Miniserie; 2 episoade            |
| 2010      | Pulse                                                 | Hannah Carter         | Film TV                          |
| 2010–2012 | Upstairs Downstairs                                   | Lady Persephone Towyn | Rol principal (9 episoade)       |
| 2011      | The Promise                                           | Erin Matthews         | Rol principal (4 episoade)       |
| 2011      | The Night Watch                                       | Helen Giniver         | Film                             |
| 2012      | Hacks                                                 | Kate Loy              | Film                             |
| 2012      | White Heat                                            | Charlotte Pew         | Rol principal (6 episoade)       |
| 2014      | Crossbones                                            | Kate Balfour          | Rol principal (9 episoade)       |
| 2014      | The Great War: The People's Story                     | Helen Bentwich        | Documentar miniserie; 2 episoade |
| 2014      | Frankenstein and the Vampyre: A Dark and Stormy Night | Narator               | Film                             |
| 2015      | Wolf Hall                                             | Anne Boleyn           | Miniserie; 6 episoade            |
| 2016–2017 | The Crown                                             | regina Elisabeta II   | Rol principal (20 episoade)      |

## Premii și nominalizări
| An   | Film          | Asociație                             | Categorie                                                    | Rezultat     |
| ---- | ------------- | ------------------------------------- | ------------------------------------------------------------ | ------------ |
| 2009 | Little Dorrit | Royal Television Society              | Cel mai bun actor – Femeie                                   | Nominalizare |
| 2015 | Wolf Hall     | Critics' Choice Television Awards     | Cea mai bună actriță în rol secundar – Miniserie sau film TV | Nominalizare |
| 2015 | Wolf Hall     | Gold Derby Awards                     | Cea mai bună miniserie/Actriță Film TV                       | Nominalizare |
| 2016 | Wolf Hall     | British Academy Television Awards     | Cea mai bună actriță                                         | Nominalizare |
| 2016 | Wolf Hall     | Satellite Awards                      | Cea mai bună actriță – Miniserie sau Film TV                 | Nominalizare |
| 2016 | Wolf Hall     | Monte-Carlo Television Festival       | Cea mai bună actriță                                         | Nominalizare |
| 2017 | The Crown     | Golden Globe Awards                   | Cea mai bună actriță                                         | Câștigat     |
| 2017 | The Crown     | Screen Actors Guild Awards            | Outstanding Performance by a Female Actor in a Drama Series  | Câștigat     |
| 2017 | The Crown     | Screen Actors Guild Awards            | Outstanding Performance by an Ensemble in a Drama Series     | Nominalizare |
| 2017 | The Crown     | Broadcasting Press Guild Awards       | Cea mai bună actriță                                         | Nominalizare |
| 2017 | The Crown     | Dorian Awards                         | Performanța TV a Anului – Actriță                            | Nominalizare |
| 2017 | The Crown     | British Academy Television Awards     | Cea mai bună actriță                                         | Nominalizare |
| 2017 | The Crown     | Television Critics Association Awards | Realizarea individuală în drama                              | Nominalizare |
| 2017 | The Crown     | Gold Derby Awards                     | Cea mai bună actriță                                         | Nominalizare |
| 2017 | The Crown     | Primetime Emmy Awards                 | Cea mai bună actriță într-un serial dramă                    | Nominalizare |
| 2018 | The Crown     | Golden Globe Awards                   | Cea mai bună actriță                                         | Nominalizare |
| 2018 | The Crown     | Critics' Choice Television Awards     | Cea mai bună actriță într-un serial dramă                    | Nominalizare |
| 2018 | The Crown     | Screen Actors Guild Awards            | Cea mai bună actriță într-un serial dramă                    | Câștigat     |
| 2018 | The Crown     | Screen Actors Guild Awards            | Cea mai bună actriță într-un serial dramă                    | Nominalizare |